# Парфилов, Павел Васильевич
Павел Васильевич Парфилов (24 сентября 1923 — 2 февраля 1945) — лейтенант Рабоче-крестьянской Красной Армии, участник Великой Отечественной войны, Герой Советского Союза (1945).

## Биография
Павел Парфилов родился 24 сентября 1923 года в селе Межирич Лебединского района (ныне — Сумской области). После окончания семи классов школы работал сначала в колхозе, позднее переехал в Донбасс. В июне 1941 года Парфилов был призван на службу в Рабоче-крестьянскую Красную Армию. С мая 1942 года — на фронтах Великой Отечественной войны. В боях два раза был ранен. В 1944 году Парфилов окончил курсы младших лейтенантов.
К февралю 1945 года гвардии лейтенант Павел Парфилов командовал взводом противотанковых ружей 110-го гвардейского стрелкового пока 38-й гвардейской стрелковой дивизии 70-й армии 2-го Белорусского фронта. Отличился во время освобождения Польши. 2 февраля 1945 года во время отражения немецкой танковой контратаки в районе села Блондзмин к северу от Варшавы взвод Парфилова уничтожил 3 огневые точки, 6 танков, 12 автомашин и большое количество солдат и офицеров противника. В том бою Парфилов уничтожил 3 вражеских танка, но и сам погиб. Похоронен в районе Гданьска.
Указом Президиума Верховного Совета СССР от 10 апреля 1945 года за «образцовое выполнение боевых заданий командования на фронте борьбы с немецкими захватчиками и проявленные при этом мужество и героизм» гвардии лейтенант Павел Парфилов посмертно был удостоен высокого звания Героя Советского Союза. Также был награждён орденом Ленина и рядом медалей. Навечно зачислен в списки личного состава воинской части.

## Память
Герой навечно зачислен в списки воинской части. В городе Лебедин его имя высечено на мемориале памяти. 